# Оденвил (Алабама)
Оденвил (енгл. Odenville) град је у америчкој савезној држави Алабама. По попису становништва из 2010. у њему је живело 3.585 становника. Граду је 2007. припојен оближњи град Бренчвил.

## Демографија
Према попису становништва из 2010. у граду је живело 3.585 становника, што је 2.454 (217,0%) становника више него 2000. године.
| Група             | 2000.         | 2010.         |
| Белци             | 1.074 (95,0%) | 3.342 (93,2%) |
| Афроамериканци    | 22 (1,9%)     | 82 (2,3%)     |
| Азијати           | 0 (0,0%)      | 25 (0,7%)     |
| Хиспаноамериканци | 15 (1,3%)     | 77 (2,1%)     |
| Укупно            | 1.131         | 3.585         |